# Monthly Notices of the Royal Astronomical Society
Monthly Notices of the Royal Astronomical Society (tạm dịch: Thông báo hàng tháng của Hiệp hội Thiên văn Hoàng gia) là một tạp chí khoa học được bình duyệt chuyên nghiên cứu về lĩnh vực thiên văn học và vật lý thiên văn. Tập san này ra mắt lần đầu vào năm 1827, chuyên xuất bản các ấn phẩm văn học cùng các bài báo về những nghiên cứu ban đầu trong nhiều lĩnh vực có liên quan. Mặc dù có tên là Thông báo hàng tháng của Hiệp hội Thiên văn Hoàng gia, tạp chí này hiện không còn xuất bản theo từng tháng, cũng như không còn thay mặt cho Hiệp hội Thiên văn Hoàng gia nữa.